# هارولد رايلي
هارولد رايلي (بالإنجليزية: Harold Riley)‏ (22 نوفمبر 1909 في المملكة المتحدة - 8 أبريل 1982 في المملكة المتحدة) هو لاعب كركيت ولاعب كرة قدم بريطاني (وحمل سابقاً جنسية المملكة المتحدة لبريطانيا العظمى وأيرلندا) في مركز مهاجم داخلي. لعب مع برمنغهام سيتي وكارديف سيتي ونادي إكزتر سيتي ونادي نورثامبتون تاون ونوتس كاونتي وأشتون يونايتد ولينكولن سيتي أف سي ونادي ألترينتشام وأكرينجتون ستانلي ‏ وAshton National F.C. ‏ وLincolnshire County Cricket Club ‏.